# Vitbrokig rosenhöstvecklare
Vitbrokig rosenhöstvecklare (Acleris variegana) är en fjärilsart som först beskrevs av Michael Denis och Ignaz Schiffermüller 1775.  Vitbrokig rosenhöstvecklare ingår i släktet Acleris, och familjen vecklare. Arten är reproducerande i Sverige.

## Bildgalleri

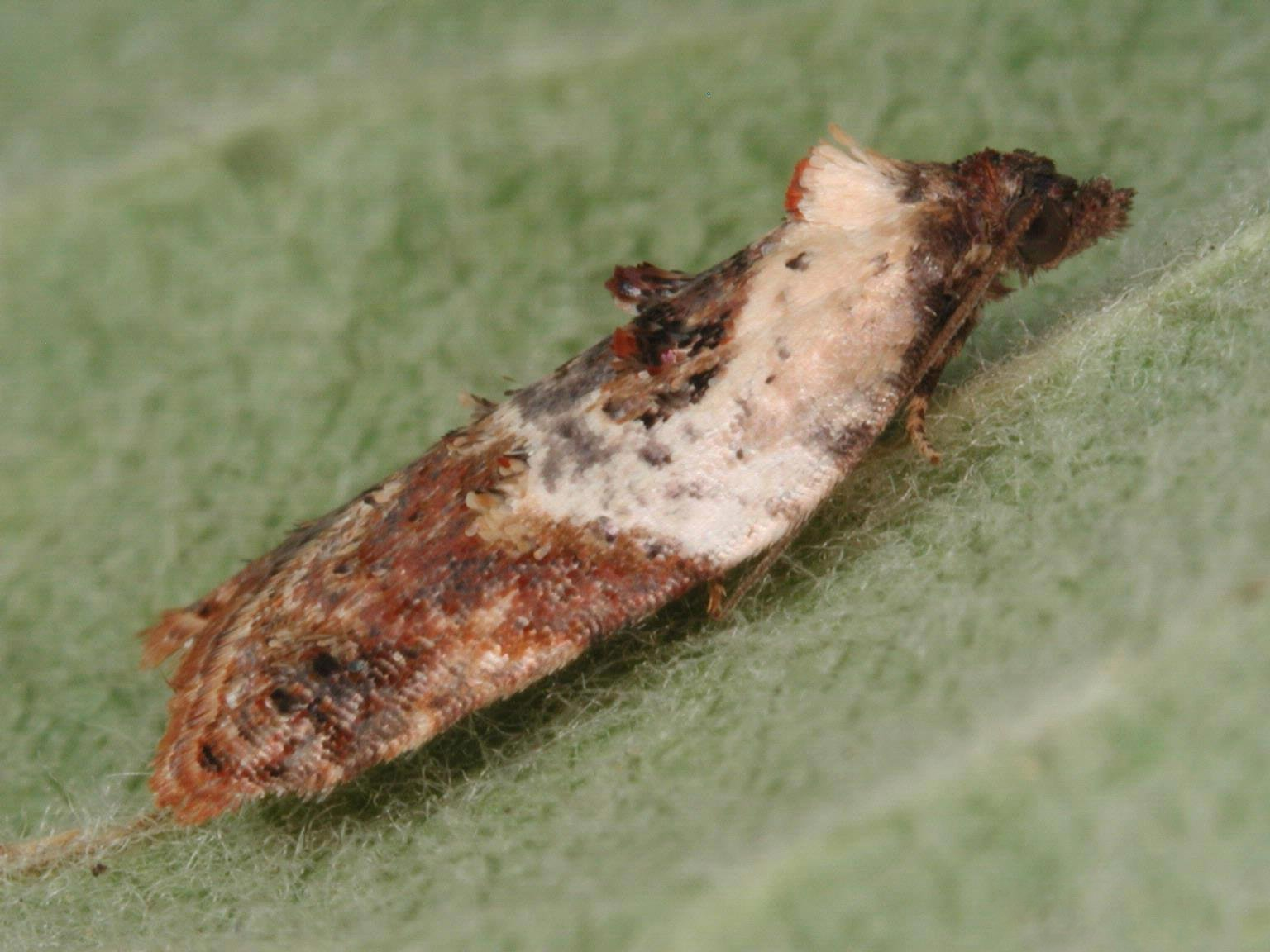
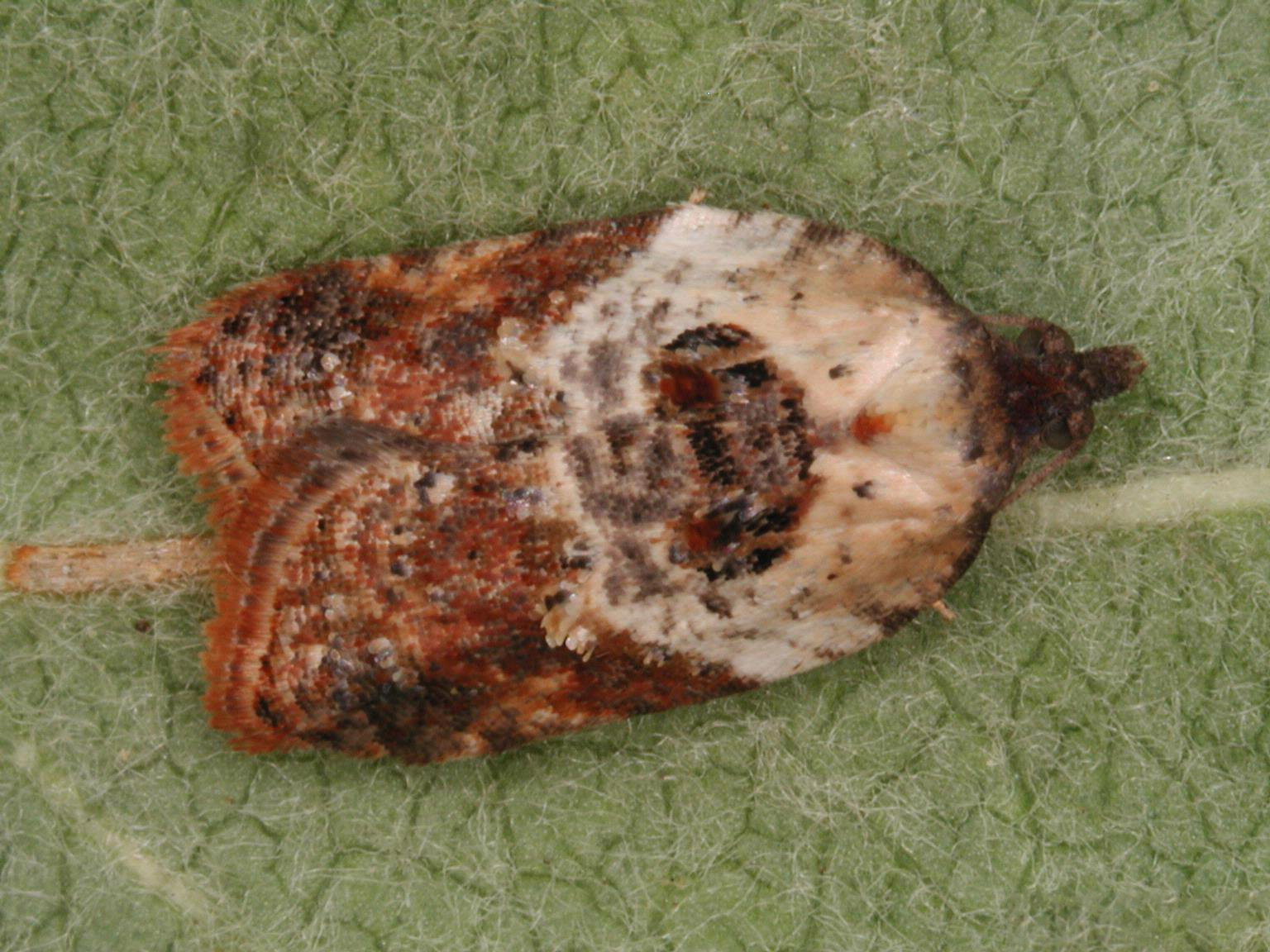
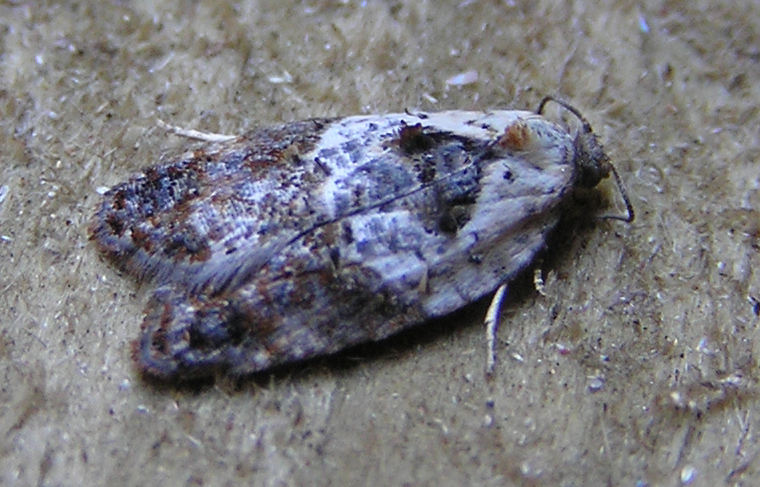
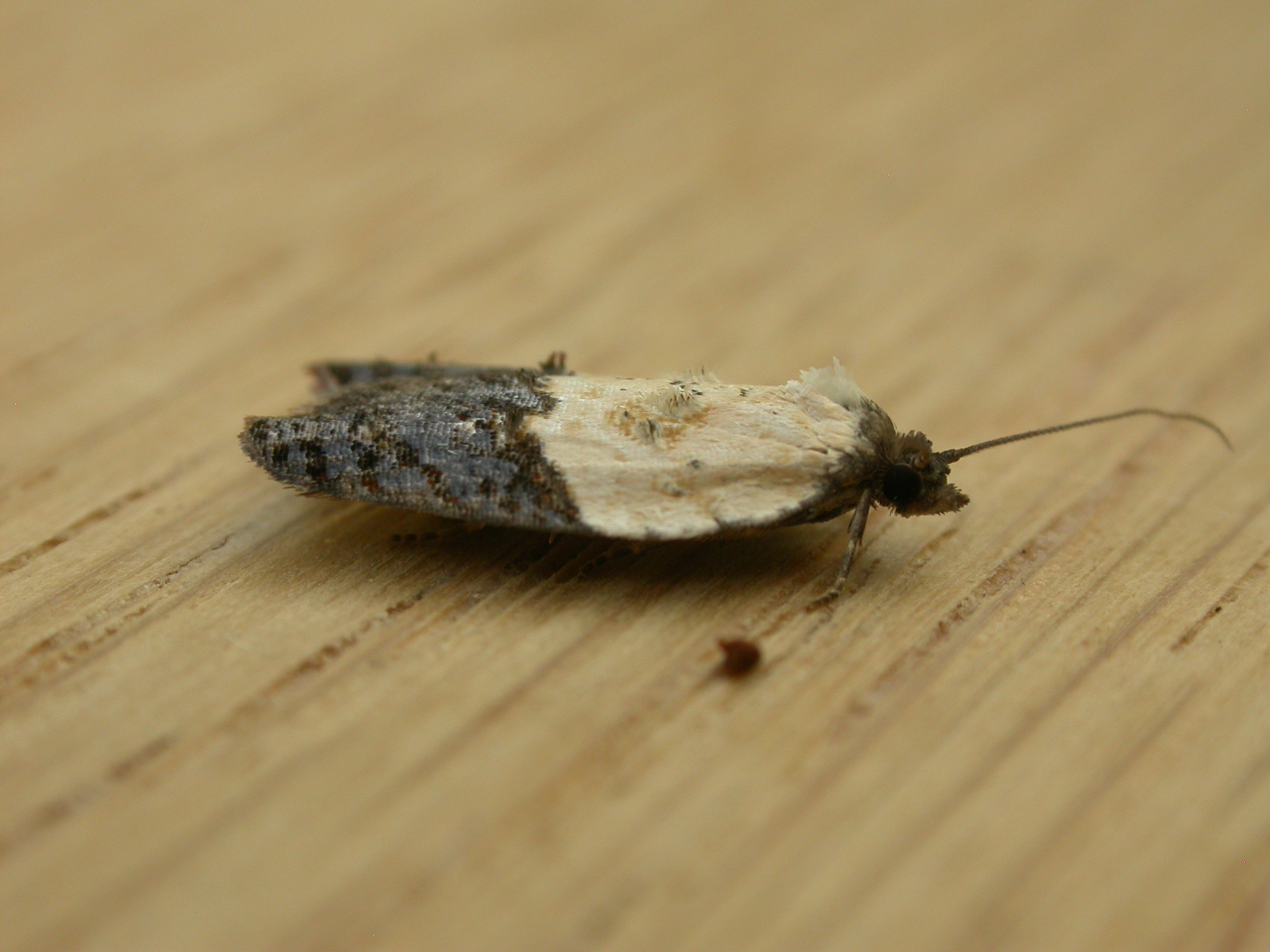
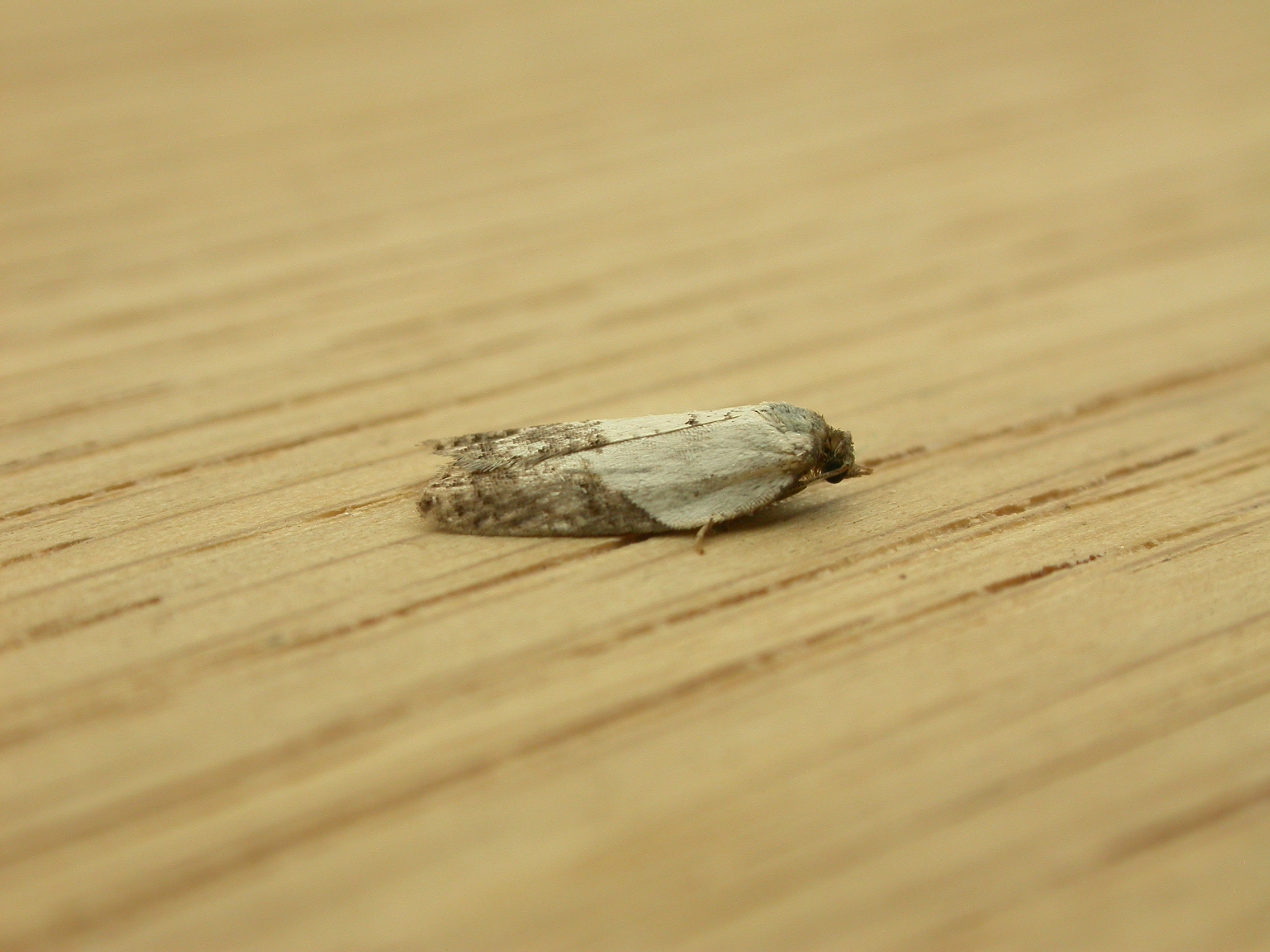